# Občina Šentjernej

Občina Šentjernej - Jihovýchodní slovinský region

Občina Šentjernej je jednou z 212 občin ve Slovinsku. Rozkládá se v Jihovýchodním slovinském regionu a je jednou z 21 občin tohoto regionu. Její rozloha je 96,0 km² a v lednu 2014 zde žilo 6946 lidí. Správním centrem občiny je vesnice Šentjernej. V občině je celkem 58 vesnic.

## Poloha, popis
Sousedními občinami jsou: Šmarješke Toplice a Krško na severu, Kostanjevica na Krki na východě, Novo mesto na západě. Na jižním okraji sousedí s Chorvatskem.

## Vesnice v občině
Apnenik, Breška vas, Brezje pri Šentjerneju, Cerov Log, Čadraže, Čisti Breg, Dobravica, Dolenja Brezovica, Dolenja Stara vas, Dolenje Gradišče pri Šentjerneju, Dolenje Mokro Polje, Dolenje Vrhpolje, Dolenji Maharovec, Drama, Drča, Gorenja Brezovica, Gorenja Gomila, Gorenja Stara vas, Gorenje Gradišče pri Šentjerneju, Gorenje Mokro Polje, Gorenje Vrhpolje, Gorenji Maharovec, Groblje pri Prekopi, Gruča, Hrastje, Hrvaški Brod, Imenje, Javorovica, Ledeča vas, Loka, Mali Ban, Mihovica, Mihovo, Mršeča vas, Orehovica, Ostrog, Polhovica, Prapreče pri Šentjerneju, Pristava pri Šentjerneju, Pristavica, Rakovnik, Razdrto, Roje, Sela pri Šentjerneju, Šentjakob, Šentjernej, Šmalčja vas, Šmarje, Tolsti Vrh, Veliki Ban, Volčkova vas, Vratno, Vrbovce, Vrh pri Šentjerneju, Zameško, Zapuže, Žerjavin, Žvabovo.